# Danh sách câu lạc bộ bóng đá ở Burundi
Đây là danh sách các câu lạc bộ bóng đá ở Burundi.
Về danh sách đầy đủ, xem Thể loại:Câu lạc bộ bóng đá Burundi

## A
- AS Inter Star
- Atlético Olympic F.C.

## F
- Flambeau de l’Est
- Flamengo de Ngagara

## L
- Lydia Ludic Burundi Académic FC

## P
- Prince Louis F.C.

## V
- Vital'O FC